# Bond Nunatak
Bond Nunatak är en nunatak i Antarktis. Den ligger i Västantarktis. Argentina, Chile och Storbritannien gör anspråk på området. Toppen på Bond Nunatak är 1 080 meter över havet, eller 134 meter över den omgivande terrängen. Bredden vid basen är 2,1 km. Bond Nunatak ingår i Princess Royal Range.
Terrängen runt Bond Nunatak är varierad. Trakten är obefolkad. Det finns inga samhällen i närheten.